# 白喉鸫鹛
白喉鸫鹛（学名：Turdoides gularis），是画眉科鸫鹛属的一种，为缅甸的特有种。该物种的保护状况被评为无危。
白喉鸫鹛的栖息地包括耕地和亚热带或热带的（低地）干燥疏灌丛。